# 폴라레스큐: 슈퍼 가디언즈
《폴라레스큐: 슈퍼 가디언즈》는 에이컴즈가 제작한 대한민국의 애니메이션으로, 2024년 12월 12일부터 2025년 3월 13일까지 SBS TV에서 매주 목요일 오후 5시 50분에 방영했다가, 7월 20일부터 같은 채널에서 매주 일요일 오전 7시 10분에 방영 중이다.

## 방송 일시
| 방송 채널 | 방송일                             | 방송 시간             |
| --------- | ---------------------------------- | --------------------- |
| SBS TV    | 2024년 12월 12일 ~ 2025년 3월 13일 | 종료                  |
| SBS TV    | 2025년 7월 20일 ~                  | 매주 일 오전 7시 10분 |

## 등장 인물
- 스톰
- 웬디
- 도일
- 스노우볼
- 빅쿡
- 허니벨

## 목소리 출연
- 김채하
- 방연지
- 이상호
- 엄상현

## 제작진
- 총괄 프로듀서: 이상석
- 감독: 우경민, 정민형
- 기획: 우경민, 정민형, 이동협
- 기획 프로듀서: 이윤미
- 프로듀서: 권영숙
- 제작 프로듀서: 문소정, 고재민
- 조연출: 김민주, 김자윤, 박시형, 이어진, 맹다연
- 시나리오 작가: 우경민, 정민형, 신승현
- 스토리보드: 김민주, 김자윤, 박시형, 이어진, 박은주, 박가빈
- 스크랩트: 정민형, 신승현
- 미술 감독: 김신
- 캐릭터 디자인: 이유경
- 배경 디자인: 김신, 이지현, 김다운
- 디자인: 이지현, 김다운
- 모델링: 당혜린, 황동진, 미크로스
- 3D 애니메이션 슈퍼바이저: Russell Tracy
- 3D 애니메이션: 이선우, 오희수, 이희규
- 3D 리깅: 이희규, 미크로스
- 3D 애니메이션 외주제작: 미크로스
- 리이팅: 미크로스, 김성호, 강혜린, 황동진
- 이펙트: 미크로스, 김성호, 강혜린
- 합성: 미크로스, 김성호
- 모션그래픽: 김신, 이지현, 김다운, 전겨울, 문윤주, 전혜은, 김민주, 미크로스
- 2D 애니메이션: 전겨울, 문윤주, 전혜은, 김민주, 김지은
- 영상 편집: 정민형
- 사업총괄: 이윤미
- 국내 라이선싱: 황경민, 박기성, 김유빈
- 국내 마케팅: 김얼, 이나윤, 이충환
- 해외 배급: 이혜인. 김지혜
- 디자인 총과: 김후성
- 디자인 검수: 서현진, 심상은, 김해영
- 경영관리: 남지선, 염수미
- UHD종합편집: 이재경
- 종편CG: 정호선
- 음악 감독: 서우영
- 음악 작곡/편곡: 서우영, 유태진
- 음향효과/녹음/믹싱: DOOROO, 둥사운드
- 주제가 작사/작곡/편곡: 서우영
- 오프닝/엔딩 노래: 이일송
- 제작 투자: S-OIL
- 제작 지원: 한국콘텐츠진흥원

## 방영 목록
| 회차 | 제목                 | 방송 일자        |
| ---- | -------------------- | ---------------- |
| 1화  | 새로운 동료          | 2024년 12월 12일 |
| 2화  | 빅쿡과 도일          | 2024년 12월 19일 |
| 3화  | 꺼지지 않는 용기     | 2024년 12월 26일 |
| 4화  | 스톰과 웬디의 싸움 1 | 2025년 1월 2일   |
| 5화  | 스톰과 웬디의 싸움 2 | 2025년 1월 9일   |
| 6화  | 아기새를 찾아라 1    | 2025년 1월 16일  |
| 7화  | 아기새를 찾아라 2    | 2025년 1월 23일  |
| 8화  | 욕심쟁이 두더지 1    | 2025년 2월 6일   |
| 9화  | 욕심쟁이 두더지 2    | 2025년 2월 13일  |
| 10화 | 멈추지 않는 기차 1   | 2025년 2월 20일  |
| 11화 | 멈추지 않는 기차 2   | 2025년 2월 27일  |
| 12화 | 스톰의 위기 1        | 2025년 3월 6일   |
| 13화 | 스톰의 위기 2        | 2025년 3월 13일  |
| 14화 | 수상한 요원 1        | 2025년 7월 20일  |
| 15화 | 수상한 요원 2        | 2025년 7월 27일  |
| 16화 | 설인 1               | 2025년 8월 3일   |
| 17화 | 설인 2               | 2025년 8월 10일  |
| 18화 | 기초평가             | 2025년 8월 17일  |

## 결방 및 편성안내
- 2025년 1월 30일: 설날연휴의 관계로 인해 결방했다.